# Avernassetom

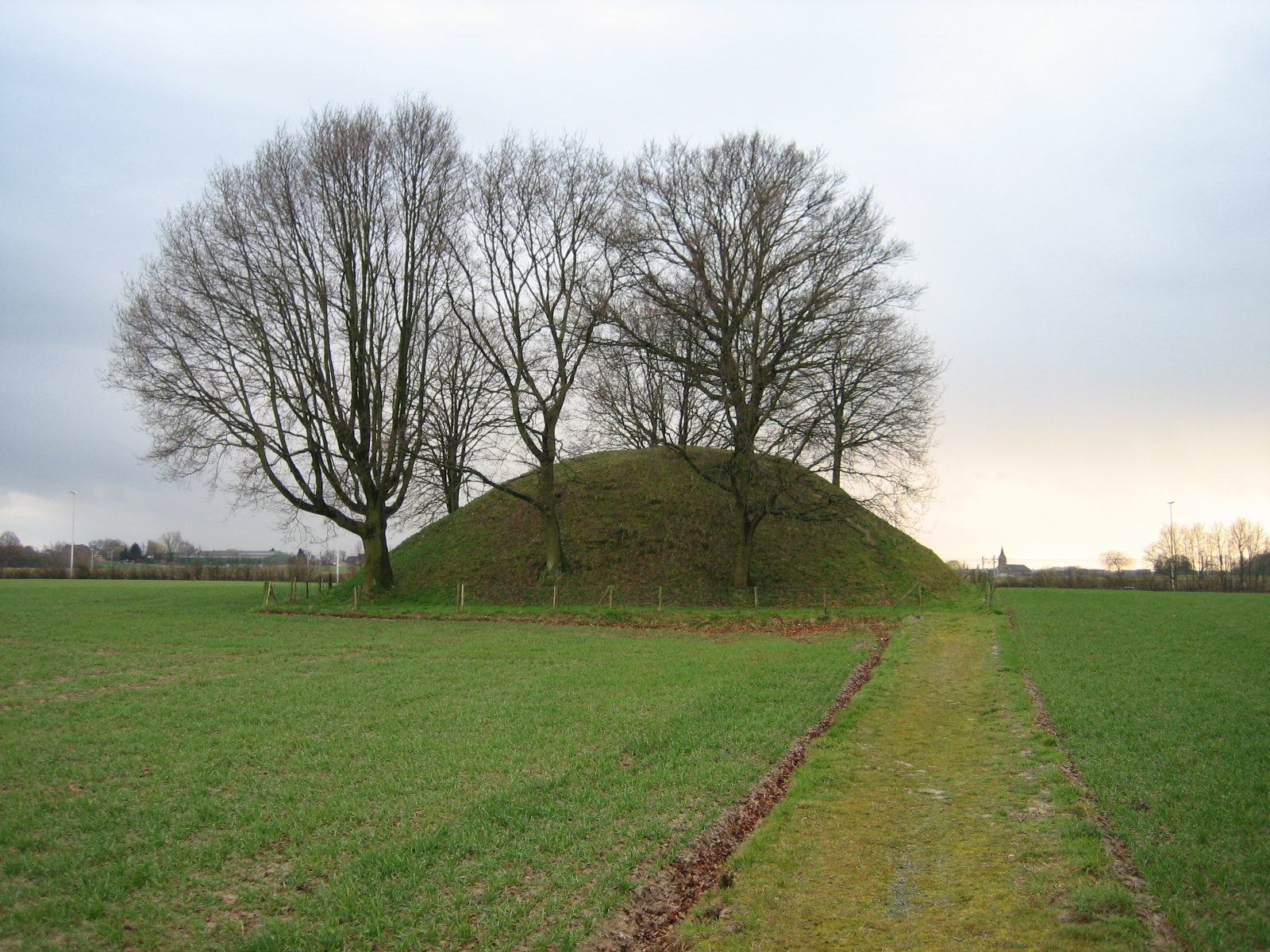
Avernassentom

Der Avernassetom (auch Tom van Montenaken oder Tumulus vom Cortis genannt) ist ein gallo-römischer Tumulus (Grabhügel) am Tombeweg südlich von Montenaken in der Gemeinde Gingelom im äußersten Südwesten der Provinz Limburg in der Region Flandern in Belgien.
Der Tumulus stammt aus dem 2. Jahrhundert n. Chr. Er hat einen Durchmesser von etwa 23,0 Metern und eine Höhe von 7,8 Metern und ist Teil einer Gruppe von sechs Grabhügeln im Umkreis von 1,5 Kilometern um Montenaken. Der Grabhügel befindet sich auf dem Tommeveld, südlich des Tombeweg und nördlich der Autobahn A 3 (E40) zwischen Lüttich und Brüssel, auf dem Haspengauer Lehmplateau.
Nach dem Grabungsplan von H. Schuermans ist der Grabhügel Nordost-Südwesten ausgerichtet und der Hang an der Westseite steiler als der der Ostseite. Der Tumulus wurde nach Angaben von V. Gauchez (1882) und E. Hublard (1903) von den Truppen Ludwigs XV. oder nach L. Renard (1900–1901) von Truppen Ludwigs XIV geplündert. Eine quadratische Grube und Spuren der Plünderungen wurden gefunden.
Der Tumulus steht seit 1979 unter Schutz.